# 코퍼스 크리스티 칼리지, 케임브리지
코퍼스 크리스티 칼리지(Corpus Christi College; 전체 이름: "코퍼스 크리스티와 축복받은 성모 마리아 칼리지"(The College of Corpus Christi and the Blessed Virgin Mar), 종종 "코퍼스"(Corpus)로 줄임)는 케임브리지 대학교의 구성 칼리지이다. 14세기 후반부터 19세기 초까지는 일반적으로 세인트 베넷 칼리지(St Benet's College)라고도 불렸다.

## 같이 보기
- 전문대학
- 단기대학
- 칼리지
- 미국의 커뮤니티 칼리지